# Knight-Davidson

Knight-Davidson (Найт-Девідсон) — з 1896 року американський виробник двигунів та автомобілів. Штаб-квартира розташована в місті Бруклін, штат Массачусетс. У 1913 році компанія припинила виробництво автомобілів.

## Маргарет Найт
Маргарет Е. Найт народилася в 1838 році в Йорку, коли їй було кілька років, її сім'я переїхала в Манчестер, що в Нью-Гемпширі. Там помер її батько, і старші брати, щоб прогодувати сім'ю, ідуть працювати на місцеву ткацьку фабрику, а вона у віці 12 років часто відвідувала їх. Якось раз на її очах один працівник позбувся пальців, оперуючи верстатом, у підсумку дитячий розум придумав стопер для ткацького верстата, який підвищував його безпеку. Фабриканти впровадили у свої верстати винахід дитини.
Коли Маргарет виросла, то переїхала в Массачусетс, у місто Спрингфілд, де влаштувалася на паперову фабрику Columbia Paper Bag Co. У лютому 1867 року їй спало на думку створити паперовий пакет з плоским дном (часто використовується в магазинах), у 1868 році Маргарет придумує механізм, який полегшує виготовлення такого пакета, втіливши його в дереві. Проте для того, щоб запатентувати винахід, треба було виготовити апарат у металі. Вона вирушила до Бостона, де погодилися виготовити за її кресленнями робочий зразок. Однак, поки йшла робота над її агрегатом, механізм побачив інший винахідник — Чарльз Аннан, він краде ідею і патентує її, починається судова тяганина, на якій пан Аннан і його адвокат стверджують, що це саме чоловік винайшов цей механізм, оскільки жіночий мозок взагалі не може нічого придумати в сфері техніки.
Проте в 1870 році Маргарет Найт виграє суд, показавши всі креслення та документацію на свій винахід. У підсумку патент на винахід машини для виготовлення паперових пакетів закріплюється за нею, промисловці запропонували їй 50 000 доларів за винахід, але вона відмовляється і засновує компанію з виготовлення паперових пакетів, яку назвала Eastern Paper Bag Co. Там вона знову зіткнулася з гендерною дискримінацією, оскільки робітники відмовлялися їй підкорятися, порахувавши, що жінки нічого не розуміють у техніці, але, тим не менш, конфлікт вдалося подолати.
Після цього Маргарет винайшла і запатентувала багато речей, починаючи з одягу і взуття і закінчуючи верстатами. Саме вона винайшла віконні рами з інтегрованими в них кватирками.

## Заснування компанії. Проєктування автомобіля
У 1896 році Маргарет разом з Енн і Беатріс Девідсон засновує фірму Knight-Davidson Motor Company, у рамках якої вони починають працювати над конструкцією двигунів. У 1902 році Маргарет Найт на три роки раніше, ніж її однофамілець — Чарльз Йел Найт, винаходить і патентує безклапанний двигун. До того моменту, коли він запатентував свій двигун, Маргарет встигла зробити ще сім патентів у галузі безклапанних двигунів. У 1912 році Найт просить президента Товариства інженерів Чарльза Греутера побудувати автомобіль з безклапанним 90-сильним двигуном системи Найт, який був куди кращим за аналогічні мотори Ч. Й. Найта. Приміром, її мотор споживав менше масла і палива, і при цьому видавав більшу потужність при рівному об'ємі мотора.

## Закриття компанії
Машина з 3.48 м базою і кузовом фірми Moore & Munger Co (яка зодягала і автомобілі марки Marmon) на п'ять місць була готова до Бостонської автомобільній виставці 1913 року, де її пропонували за ціною в 6000 доларів. За різними даними, було продано від однієї до кількох таких машин. Подальшого розвитку ці автомобілі не мали, оскільки в жовтні 1914 року винахідниця померла у віці 76 років, не встигнувши підписати жодного контракту на цей доволі передовий автомобіль.
Маргарет Найт була однією з перших жінок у США, яка отримали патент на винахід, а всього в її скарбничці 87 винаходів і 27 патентів на них. Маргарет зробила внесок у розвиток роторних двигунів. Після смерті винахідниці виявилося, що при наявності багатьох патентів, які вона продала, вона була далеко не багатою людиною, все її фінансове майно на момент смерті дорівнювало 275 доларам.

## Список автомобілів Knight-Davidson
- 1912 — Knight-Davidson 90HP